# Sthenorytis pernobilis
Sthenorytis pernobilis (nomeada, em inglês, noble wentletrap) é uma espécie de molusco gastrópode marinho pertencente à família Epitoniidae. Foi classificada por P. Fischer & Bernardi, com a denominação de Scalaria pernobilis, em 1857, no texto "Descriptions D'espèces Nouvelles", publicado no Journal de Conchyliologie. 5.: páginas 293-294, ilustração 2-3 pl. VIII (com seu espécime-tipo coletado na região da ilha de Marie-Galante, no arquipélago de Guadalupe). É nativa do oeste do oceano Atlântico, no golfo do México e mar do Caribe.

## Descrição da concha, frequência e habitat
Concha esbranquiçada, de até 5 centímetros, com sete a oito voltas alargadas, dotadas de costelas finas e lamelosas. É uma espécie de rara frequência, encontrada em habitat bentônico entre profundidades de 100 a até 1.600 metros. Exemplares podem ser coletados em armadilhas para peixes ou lagostas.

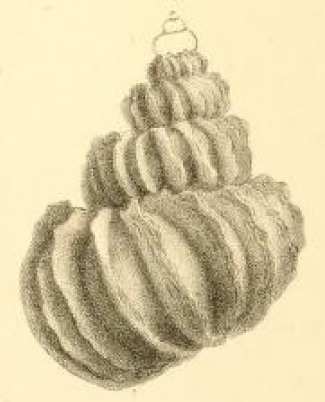
Ilustração da concha do holótipo de S. pernobilis, retirada de P. Fischer & Bernardi (1857; prancha VIII, figura 3) e publicada na obra Journal de Conchyliologie.